# Leggi razziali fasciste

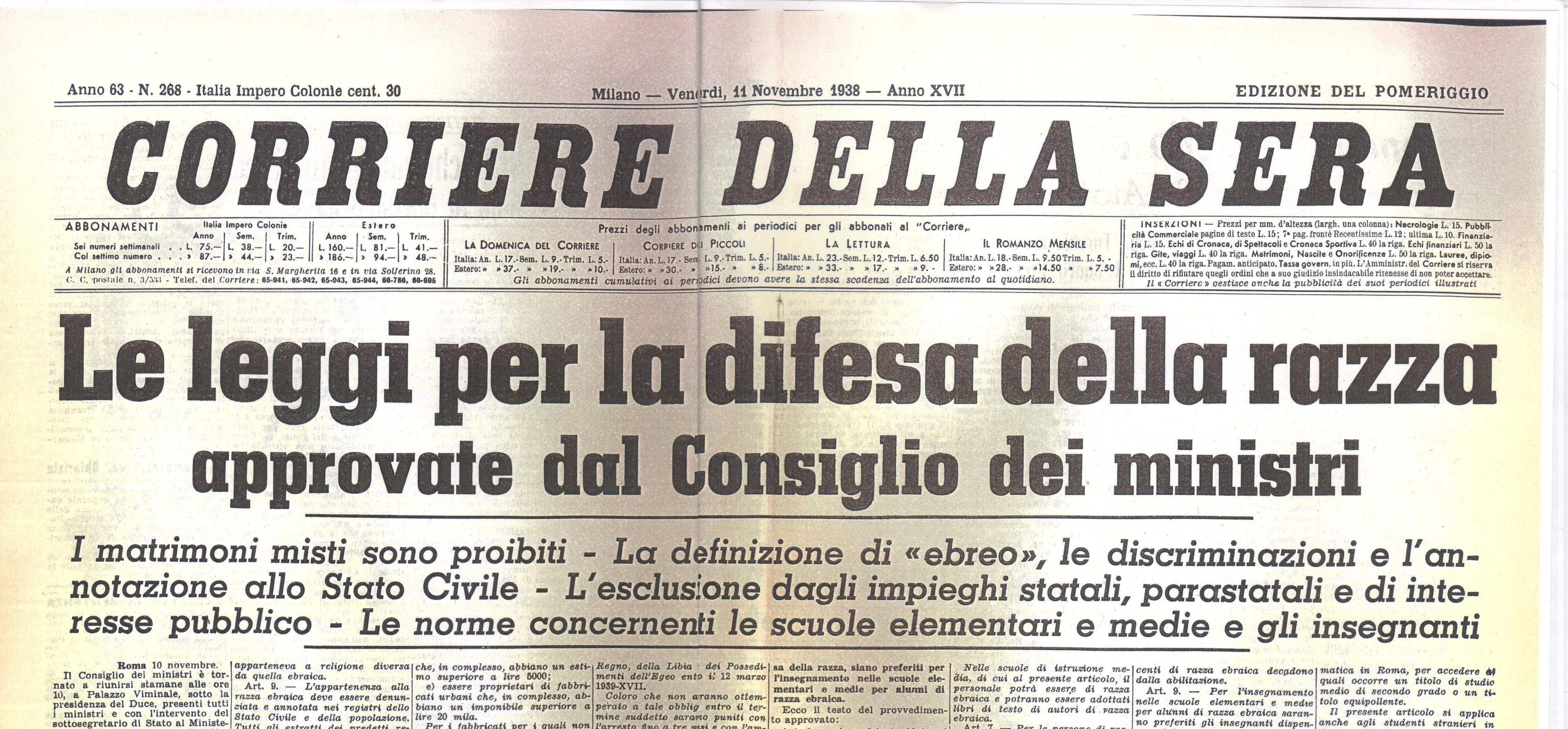
Titolo di apertura sulla prima pagina del Corriere della Sera dell'11 novembre 1938, che annuncia l'approvazione delle leggi razziali da parte del Consiglio dei ministri.

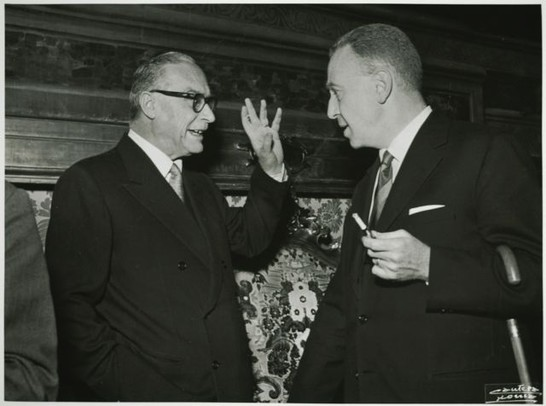
Gaetano Azzariti (a sinistra) giurista e politico italiano, presidente della Commissione sulla razza durante il regime fascista.

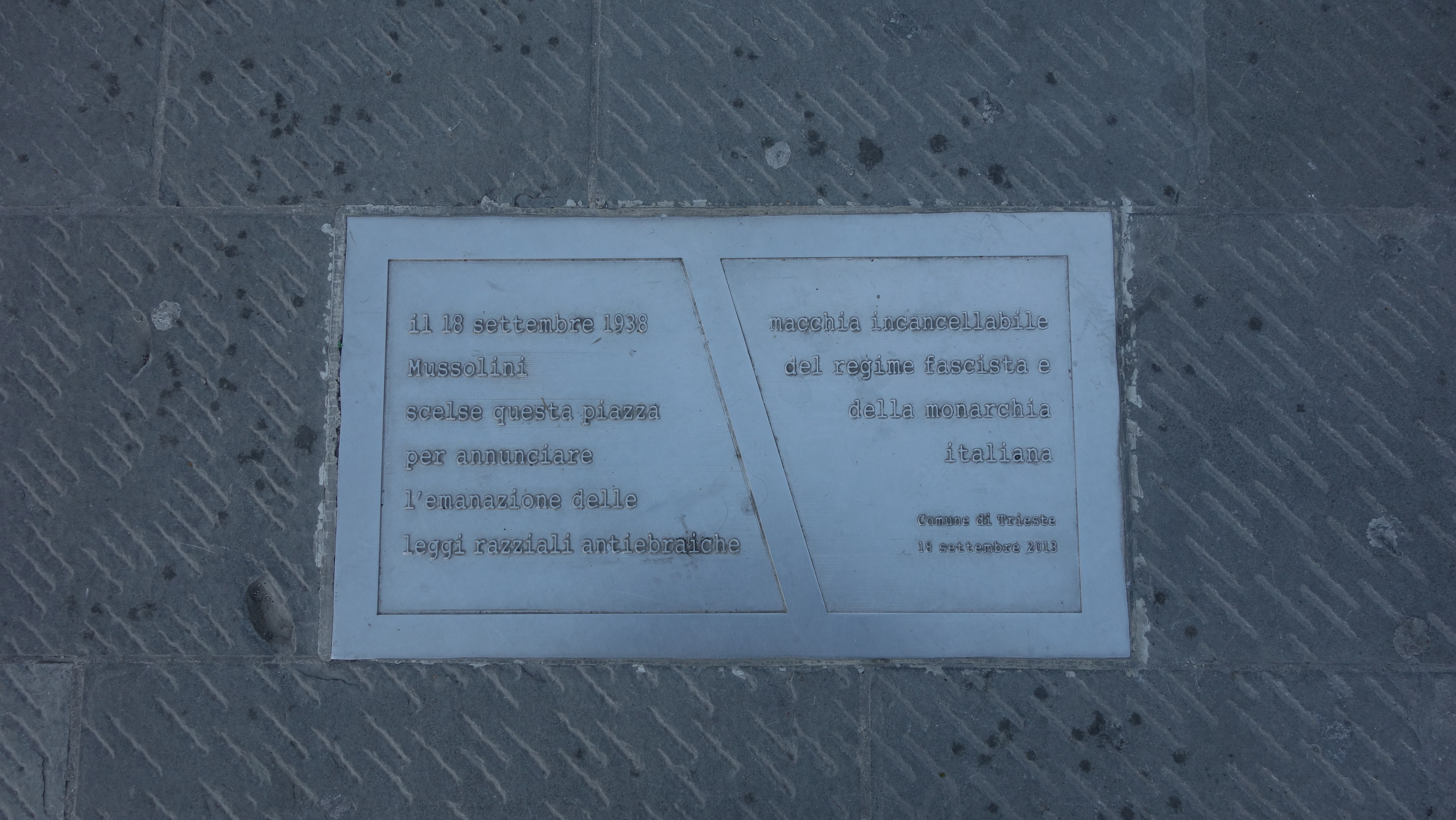
Trieste - Targa apposta nel 2013 sul pavimento di Piazza Unità d'Italia, a memoria dell'emanazione delle leggi razziali da parte di Mussolini.

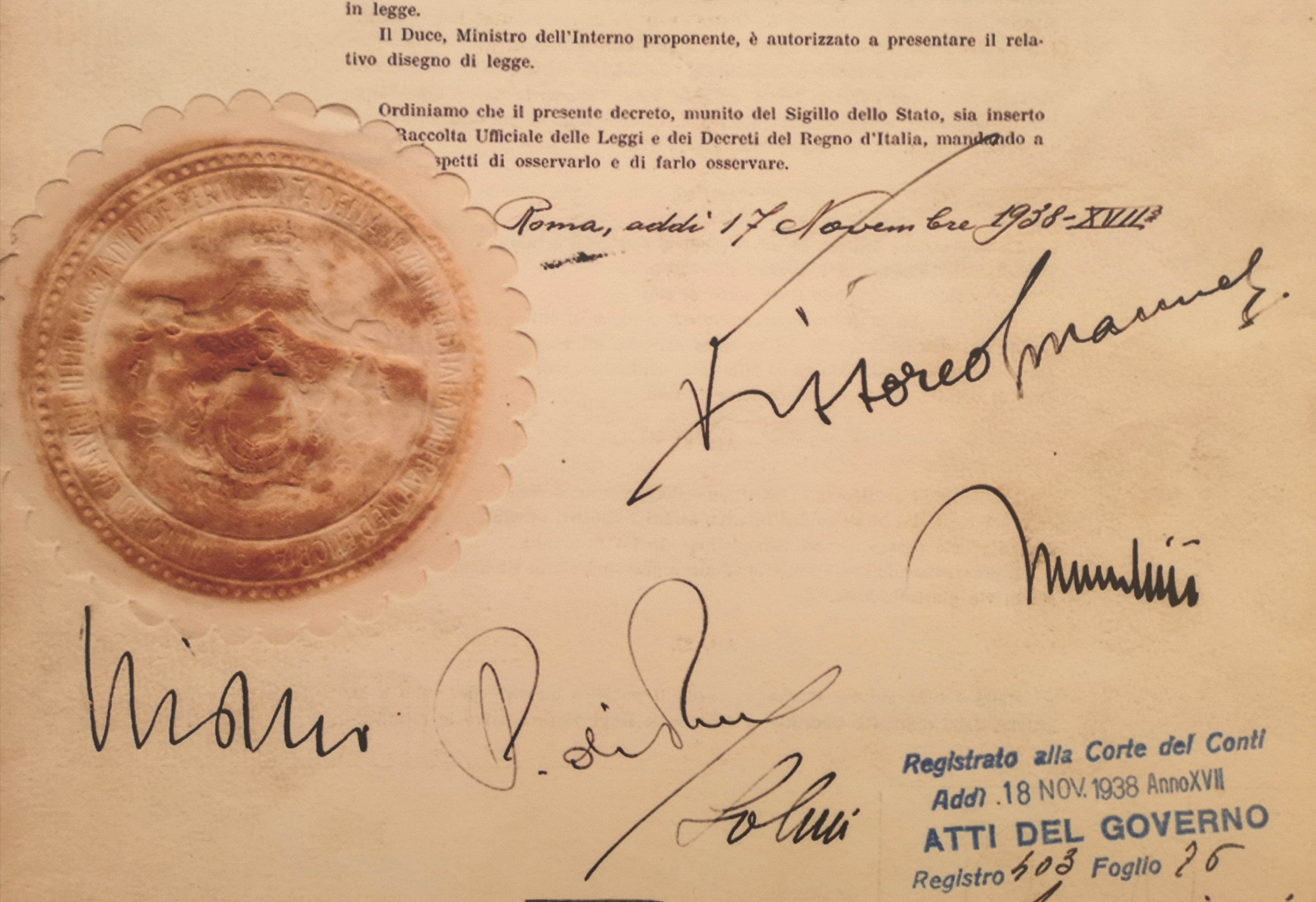
Firme di Vittorio Emanuele III, Mussolini, Galeazzo Ciano, Paolo (Thaon) di Revel (Ministro delle Finanze) e Arrigo Solmi. R.D.L. (Regio Decreto-Legge) 17 novembre 1938, n. 1728 - Provvedimenti per la difesa della razza italiana.

Le leggi razziali fasciste furono un insieme di provvedimenti legislativi e amministrativi emanati e applicati in Italia fra il 1938 e il primo lustro degli anni quaranta, dapprima dal regime fascista del Regno d'Italia e poi dalla Repubblica Sociale Italiana, rivolti prevalentemente contro le persone ebree.
Il loro contenuto fu annunciato per la prima volta il 18 settembre 1938, a Trieste dal dittatore Benito Mussolini, mentre rivolgeva un discorso a una folla raccolta sotto un palco allestito davanti al Palazzo del Municipio in Piazza Unità d'Italia, in occasione di una sua visita alla città.
Furono abrogate coi regi decreti-legge n. 25 e 26 del 20 gennaio 1944, emanati durante il Regno del Sud, mentre nella Repubblica Sociale Italiana continuarono a essere in vigore fino alla Liberazione, nell'aprile 1945.

## Premesse storiche

### Dall'Unità d'Italia al fascismo
Le persone  ebree in Italia avevano ricevuto la piena emancipazione giuridica durante la seconda metà dell'Ottocento, in stretta connessione col processo risorgimentale e di unità nazionale. Lo Statuto Albertino del 4 marzo 1848, nonostante non sancisse la piena emancipazione, mise le basi affinché ve ne fossero i presupposti. Lo Statuto riconosceva l'uguaglianza dei cittadini senza distinzione di confessione, e a ciò il 29 marzo venne emesso un editto che riconosceva esplicitamente agli ebrei i diritti civili, completato nei mesi successivi dalla legge del 19 giugno che ne proclamava la piena integrazione anche nei diritti politici. Questo complesso iter legislativo peraltro venne esteso via via in tutti i territori che si annetteva il Regno di Sardegna attraverso le guerre di indipendenza, consentendo di estendere anche alle altre regioni i principi dell'emancipazione.
Gli ultimi a ottenerla furono nel 1870 gli ebrei della comunità ebraica di Roma, la più numerosa e povera della penisola, nonché l'unica con una storia bimillenaria ininterrotta. Il 20 settembre di quell'anno infatti, il giorno della presa di Roma, il ghetto di Roma fu aperto e anche agli ebrei di Roma furono equiparati a cittadini italiani.
Nonostante la raggiunta emancipazione politica e civile, l'assimilazione tra la società nazionale e gli ebrei non fu semplice né immediata. La scarsa consistenza dell'antisemitismo nell'Italia liberale non esclude l'antisemitismo dal novero dei problemi che dovette affrontare la comunità ebraica in Italia. Nonostante la mancanza di studi sistematici sul tema - secondo lo storico Enzo Collotti - alcuni studi effettuati in determinate aree della penisola dimostrano la presenza dei consueti motivi anti-giudaici nella stampa cattolica di provincia e un uso dell'antisemitismo in una forma anche più diffusa, seppure meno diretta, nell'additare il giudaismo tra i fattori di turbamento dell'equilibrio sociale a cavallo tra Ottocento e Novecento. In quel periodo infatti le trasformazioni dettate dall'ascesa della borghesia e dall'industrializzazione stavano modificando gli antichi rapporti sociali delle aree rurali, e tra i colpevoli di tali mutamenti venne indicata anche l'avidità di denaro degli ebrei che scuoteva tradizionali assetti secolari.
Con l'Unità d’Italia vi fu dunque una sorta di "risveglio" dell'ebraismo in Italia, che andò pari passo con il risveglio dell'anti-giudaismo della Chiesa cattolica, che però rimase circoscritto a un ambito definito; esso infatti fu tra gli strumenti e le armi che la stessa Chiesa cattolica usò contro la classe dirigente liberale nel processo di formazione dello Stato unitario.
La rivista «La Civiltà Cattolica», con il pretesto di denunciare le «turpitudini» dell'ebraismo, utilizzò tutta la gamma retorica dei luoghi comuni intorno alla «dominazione mondiale degli ebrei», all'«occulta potenza giudaica», al «giogo usuraio degli israeliti», all'«inesorabile amore dell’oro» degli ebrei, aggiungendo ad argomenti vecchi e consunti un linguaggio di bassa lega per denunciare il legame tra il giudaismo e la massoneria, che aveva trasformato la menzogna dei diritti dell'uomo nella realtà dei diritti degli ebrei. Questo linguaggio aveva un obiettivo concreto anche se non immediatamente realizzabile: la fine dell'eguaglianza civile degli ebrei.
Il crescere del nazionalismo italiano, che trovò il supporto di ebrei come Gino Arias e Primo Levi l'Italico, comportò anche la prima esplicita presa di posizione antisemita del nuovo movimento politico.
Ricerche degli anni '80 e '90 del Novecento hanno approfondito vari momenti nella formazione di questa componente di un antisemitismo italiano. L'attenzione si è soffermata sull'occasione della guerra italo-turca, quando il maggior organo di stampa del nazionalismo italiano si unì alle voci giornalistiche che attribuivano le ostilità internazionali all'impresa coloniale italiana alle manovre politiche degli ambienti economici ebraici. Più ci si avvicinava alla prima guerra mondiale, più nelle file nazionaliste crebbe la polemica politica antisemita ad opera di scrittori dell'area nazionalista (Luigi Federzoni, Alfredo Oriani, Paolo Orano e Francesco Coppola), che utilizzò in modo sempre più frequente cenni e allusioni alle influenze ebraiche e al loro carattere antinazionale che caratterizzava il delicato equilibrio politico europeo di inizio Novecento.
Il percorso dell'ebraismo italiano verso la piena parificazione fu bruscamente interrotto dal fascismo. I Patti Lateranensi dell'11 febbraio 1929 voluti dal fascismo nel quadro della conciliazione tra lo Stato e la Chiesa, che il regime fascista perseguì anche allo scopo di consolidare - con l'adesione di una Chiesa autoritaria - il consenso popolare al regime, rimettendo in discussione la posizione giuridica degli altri culti, che fino ad allora erano stati posti sullo stesso piano dalle norme di tutela penale del Codice Zanardelli del 1889. 
Nasceva così la formula dei "culti ammessi" che in una ideale scala di valori erano gerarchicamente inferiori alla Chiesa cattolica, in quanto portatrice dell'unica religione di Stato, le altre erano solamente tollerate. Il regime dittatoriale poi, si arrogò il diritto di modificare la legislazione esistente in materia di «culti a-cattolici», per adeguarla alla nuova gerarchia stabilita tra le confessioni e soprattutto al nuovo diritto pubblico, che aveva di fatto vietato il libero associazionismo stabilendo un più stretto controllo dello Stato su ogni realtà istituzionale che non fosse diretta emanazione dello Stato stesso o della Chiesa cattolica.
In questo quadro rientrarono le norme legislative e amministrative del biennio 1930-1931, destinate a controllare i "culti ammessi", soprattutto il Regio decreto del 30 ottobre 1930 avente per oggetto le comunità israelitiche e l'Unione delle comunità. Con questo atto autoritario, lo Stato fascista poneva fine all'evoluzione delle comunità verso un sistema associativo che rispettasse gli ordinamenti interni delle comunità per imporre un ordinamento di tipo centralistico, che prevedeva l'obbligatorietà di appartenenza per gli ebrei su base territoriale e il potere di imposizione dei tributi, configurando per le comunità lo statuto di enti di diritto pubblico. Ma, soprattutto, la nuova normativa, oltre a stabilire un forte controllo governativo sulle comunità, ne restringeva fortemente l'autonomia statutaria e il carattere anche di democrazia interna, accentuando anche nella nuova Unione delle comunità la concentrazione del potere decisionale negli organismi direttivi. Tra le novità più rilevanti del nuovo ordinamento, ci fu la possibilità dello Stato di istituire o di sopprimere le comunità, che furono ridisegnate secondo criteri prevalentemente amministrativi, indipendentemente da volontà di membri o da ragioni di carattere storico. L'elezione del presidente della comunità e la nomina del rabbino capo era poi soggetta all'approvazione del Ministero dell'interno, cui spettava anche il controllo amministrativo sulle comunità.
La legislazione contro gli ebrei del 1938 venne a collocarsi nel quadro di un duplice sviluppo. Da una parte il potenziamento della politica popolazionista che il regime fascista a partire dalla seconda metà degli anni Venti aveva assunto come condizione preliminare e non soltanto come corollario della sua politica di potenza; dall'altra, l'avvio di una politica di tutela della razza come conseguenza della conquista coloniale in Etiopia che metteva a contatto la popolazione italiana con quelle indigene, con il rischio di una «contaminazione» razziale. Nè gli orientamenti popolazionistici, né gli studi che si prefiggevano di dimostrare la superiorità della razza bianca su quella nera, furono una invenzione del fascismo, e circolavano già negli ambienti nazionalistici dell'Italia liberale, ma trovarono terreno fertile quando incontrarono le ambizioni e aspirazioni della politica estera fascista.
La guerra contro il Negus rappresentò un passaggio fondamentale per la messa a punto di un indirizzo razzistico nella politica fascista in relazione ai problemi del neonato impero e alle conseguenze che ne derivarono nei rapporti interrazziali con le popolazioni dei territori appena conquistati. In questo contesto venne messa a punto una legislazione che di fatto rinchiudeva le popolazioni etiopiche in un regime di apartheid, e venne dato inizio ad una radicale campagna propagandistica che si avvalse dei vecchi temi dell'anti-giudaismo cattolico ottocentesco per accentuare la contrapposizione tra fascismo e le corrotte e decadenti "democrazie plutocratiche", dominate dalla finanza ebraica.
Dunque, se i provvedimenti legislativi ed amministrativi contro gli ebrei furono adottati a partire dal 1938, è nel corso del 1937 che Mussolini e il regime pervennero alla decisione autonoma di dare avvio anche in Italia all'antisemitismo di Stato, ossia alla campagna programmata e sistematica contro gli ebrei.
L'inserimento, il 17 novembre del 1938, dei Provvedimenti per la difesa della razza italiana nel quadro della campagna contro gli ebrei che proibivano il matrimonio tra i cittadini italiani di razza ariana e «persona appartenente ad altra razza» perfezionava e generalizzava il principio contenuto in nuce nel decreto dell'aprile del 1937, proclamando l'illecito penale del matrimonio tra italiani e sudditi etiopi. Secondo lo storico Enzo Collotti, la confluenza a questo punto tra legislazione razzista coloniale e legislazione antiebraica esprimeva un nesso logico e concettuale assolutamente indissociabile: erano due rami che discendevano dallo stesso tronco. Come affermò l'accademico Roberto Maiocchi: «L'immagine del negro universalmente diffusa tra gli italiani sarà il cavallo di Troia con cui il razzismo antisemita verrà fatto penetrare in Italia».

### La propaganda antisemita in Italia
Fino al 1938, nel programma politico del Partito fascista non vi erano indicazioni antisemite e il tesseramento era aperto anche agli ebrei. L'assenza di un antisemitismo programmatico però, secondo lo storico Sarfatti, non implica che il partito fascista fosse «fondamentalmente non antisemita». Nei primi anni del fascismo al potere, la polemica anti-giudaica fu esercitata in particolare dalle frange più estreme del partito, che insistettero sui temi più vieti della vulgata antisemita: la connessione fra ebraismo, bolscevismo e massoneria; la rappresentazione dell'ebreo come ultima trincea dell'antifascismo. Anche lo stesso Mussolini, fin dai tempi della sua militanza nel partito socialista, espresse in varie occasioni posizioni antisemite, e nel primo quindicennio di dittatura Mussolini assunse una politica ambigua riguardo agli ebrei, condannando ad esempio l'adesione al sionismo degli ebrei italiani, ma non il sionismo in sé; rese difficoltoso l'afflusso di ebrei est-europei nella penisola, ma riconosceva allo stesso tempo il ruolo "nazionale" delle élite ebraico-italiane nelle principali città del Mediterraneo; sollecitava gli ebrei italiani a nazionalizzarsi e a fascistizzarsi, ma rendeva sempre più cattolica la nazione.
Dunque il fascismo legittimò al suo interno una corrente antisemita, che nella seconda metà degli anni Trenta portò sul piano operativo ad un allontanamento degli ebrei dai vertici dello Stato e dalle posizioni nazionali da esso controllate. Quest'ultima azione si sviluppò negli anni a cavallo dell'ascesa al potere del nazismo (non potendone quindi essere influenzata) e riguardò, ad esempio, tanto il divieto di nomine di ebrei nella nuova Accademia d'Italia quanto l'invito ai prefetti a sostituire tendenzialmente tutti i podestà ebrei. Relativamente all'immediata azione persecutoria intrapresa nel 1933 dal governo hitleriano, la posizione del dittatore era assai complessa: egli non la criticava perché antisemita, bensì contestava la necessità e l'opportunità di un'azione governativa pubblica contro gli ebrei e le forme violente della persecuzione.
Le leggi razziali introdotte dallo stato italiano nel 1938 quindi, non si inseriscono in un contesto avulso da mentalità e pratiche di stampo antisemita. Lo storico Gadi Luzzatto Voghera rilevò che in realtà «il tessuto sociale e culturale italiano, e ancor più gli organismi e gli apparati del regime, si mostra[no] [...] tutt'altro che impreparati ad accogliere e mettere in pratica la legge della segregazione», sebbene non manchino, «nella società civile e religiosa, sentimenti di opposizione alla legislazione stessa». Come in altri paesi europei, in Italia si diffuse, a partire dalla fine dell'Ottocento e sulla scorta di un radicato pregiudizio di tipo religioso, una pubblicistica di stampo antisemita, fu tuttavia dopo la Grande guerra, ancora sull'onda lunga di fenomeni sovranazionali, che «l'antisemitismo inizi[a] davvero a pesare nella politica e nella società italiana». Nel 1921 venne pubblicata, a cura di Giovanni Preziosi la traduzione italiana dei Protocolli dei Savi di Sion, un documento falso prodotto all'inizio del secolo nella Russia zarista e da allora in poi sfruttato come prova della «congiura ebraica mondiale», che venne ristampato proprio in quel 1937 che vide la fioritura di decine di manifestazioni pubblicistiche di stampo antisemita in un «clima di cui elementi vicini al regime andavano percependo il montare e la consistenza, sicché esse venivano a trovarsi in sintonia con una svolta potenziale del regime, di cui anticipavano prese di posizione o alla quale fornivano argomentazioni e consenso».
In quel periodo trovarono ampio spazio pubblicazioni come Gli ebrei in Italia di Paolo Orano - tra i più noti esponenti della cultura fascista e collaboratore di Gerarchia e de Il Popolo d'Italia - nel cui scritto asseriva la necessità di mettere gli ebrei con le spalle al muro costringendoli a riconoscere l'incompatibilità tra identità ebraica e identità nazionale italiana. Oppure Il mito del sangue di uno dei teorici del razzismo italiano, Julius Evola (che accompagnò anche l'introduzione della ristampa dei Protocolli nel 1937), o Dieci punti fondamentali del problema ebraico di Preziosi. Alle pubblicazioni si affiancarono poi vere e proprie campagne giornalistiche antisemite, portate avanti da Telesio Interlandi su Il Tevere, che divenne una fonte cospicua di una iconografia razzista di tipo coloniale oltre che antisemitica. Non mancò poi l'antisemitismo portato avanti dal cattolicesimo italiano, con i libelli Ebrei-Cristianesimo-Fascismo di Alfredo Romanini o Sotto la maschera d'Israele del clerico-fascista Gino Sottochiesa, con cui affermava che l'ebraismo era essenzialmente un movimento anticristiano e anticattolico e che bisognava combattere gli ebrei in quanto tali. Alla grande stampa venne affiancata anche la diffusione di testate satirico-umoristiche, con l'obiettivo di penetrare nella parte di società più popolare e meno acculturata, che contribuirono alla diffusione di un razzismo più spicciolo, più becero e banale, aiutando «ad abbattere resistenze di educazione e di costume e ad aprire la strada all'accettazione anche tacita delle discriminazioni razziali». Possiamo ricordare ad esempio L'Italiano di Leo Longanesi, Il Selvaggio di Mino Maccari, Giornalissimo di Interlandi, Il Travaso delle Idee, Marc'Aurelio e Il Bertoldo, veri e propri fogli che contribuirono alla diffusione del «verbo antisemita» in Italia.

### Dal censimento degli ebrei alle leggi razziali
La campagna antiebraica del 1937 non fu meramente propagandistica, ma si inserì in un contesto europeo in cui varie nazioni stavano procedendo verso un processo di segregazione ed emarginazione civile degli ebrei. Germania, Romania, Ungheria e Polonia avevano accelerato questo processo e l'Italia fascista sfruttò questa situazione per creare un nemico interno da offrire come bersaglio alle componenti più estremistiche del fascismo, strette nelle contraddizioni del neonato impero che non aveva risolto nessuno dei problemi che affliggevano la società italiana, nella quale aveva inserito anzi gli stimoli alla contaminazione razziale provocando lo spettro del meticciato. La campagna contro gli ebrei serviva al regime anche per uscire dal vicolo cieco nel quale l'Italia si era cacciata con l'impresa africana, con l'isolamento internazionale, al quale si cercò di controbilanciare con l'avvicinamento verso la Germania nazista. L'antisemitismo fu anche un pretesto per rinfocolare l'aspra polemica contro le democrazie occidentali, Francia, Gran Bretagna e Stati Uniti d'America, le quali potevano ora venir identificate come gli agenti del complotto giudaico internazionale destinato a soffocare i popoli giovani, come l'Italia fascista.
Il 16 febbraio 1938 venne pubblicata la nota della «Informazione diplomatica n.14», contenente la prima esplicita pubblica presa di posizione di Mussolini sulla questione ebraica. La nota, in modo contraddittorio, smentì che il governo fascista fosse in procinto di varare «una politica antisemita» su scala nazionale, ma confermava la volontà di «vigilare sull'attività degli ebrei venuti di recente nel nostro Paese e di far sì che la parte degli ebrei nella vita complessiva della Nazione non risulti sproporzionata ai meriti intrinseci dei singoli e all'importanza numerica della loro comunità». Da questa nota si poteva dedurre che l'intenzione del regime fosse quella di affermare una linea basata sull'«ipotesi proporzionalistica», che rappresentava comunque una grave forma di limitazione dei diritti degli ebrei. In realtà - secondo lo storico Collotti - non si trattava soltanto degli ebrei di recente insediamento in Italia: «si trattava di dare una visibilità agli ebrei italiani per poterne affermare l'estraneità alla razza e quindi operarne la separazione, la segregazione».
Il governo fascista da una parte preparò concreti provvedimenti amministrativi e normativi per la separazione degli ebrei, dall'altra mobilitò la propaganda per la preparazione di un testo capace di dare un fondamento teorico al nuovo razzismo. Il ministro dell'educazione Giuseppe Bottai anticipò questa separazione tra ebrei e non ebrei già il 12 febbraio 1938, quando chiese alle università di censire gli ebrei stranieri e quelli italiani nei corpi studenteschi e in quelli docenti.
Il documento teorico ufficiale che definì l'insieme delle persone da perseguitare fu Il fascismo e i problemi della razza, noto anche col titolo fuorviante e riduttivo Manifesto degli scienziati razzisti, pubblicato il 14 luglio 1938 su Il Giornale d'Italia. Nel testo era presente la premessa che «le razze umane esistono», e che «il concetto di razza è concetto puramente biologico», e da queste premesse il Manifesto si avventurava in una disquisizione sull'origine ariana della popolazione italiana per pervenire all'affermazione dell'esistenza di una «razza italiana» pura. In base a questa affermazione, vennero distinte e assoggettate alla persecuzione le persone di «razza ebraica», mentre vennero lasciate da parte tutte quelle con ascendenti tutti di «razza ariana», indipendentemente dalla religione professata. Il gruppo dei perseguitati insomma non corrispondeva né al solo insieme delle persone di religione o comunque di identità ebraica, né tantomeno ai soli ebrei antifascisti e afascisti, ma raggruppava le persone da perseguitare in base all'antisemitismo biologico, ovvero in base all'analisi del sangue «posseduto» dagli italiani. Nacque così una classificazione basata sulla percentuale di «sangue ebraico» e «sangue ariano» che definì chi era o non era ebreo. Inoltre anche i discendenti da matrimoni «razzialmente» misti costituivano un problema per il regime: nel novembre 1938 venne vietata la celebrazione di nuovi matrimoni misti e nell'ottobre 1942 venne deciso di punire questo tipo di unione se non formalizzate dallo Stato.
A conferma che la svolta razzista del regime non era un fatto superficiale, l'apparato istituzionale, che già aveva in sé un'ossatura formata da strutture repressive, si dotò di nuovi apparati destinati a gestire le nuove funzioni persecutorie dello Stato. Andando ben oltre i compiti di controllo demografico e di tutela della stirpe tipiche del regime fascista, nell'estate del 1938 l'Ufficio centrale demografico del ministero dell'Interno venne trasformato nella Direzione generale per la demografia e la razza (o Demorazza, sotto la guida di un antropologo razzista, Guido Landra, e sotto la supervisione del sottosegretario agli Interni Guido Buffarini Guidi), avente stessa importanza e autorità delle altre Direzioni generali, e allo stesso tempo, presso il gabinetto del ministero della Cultura popolare, venne istituito l'Ufficio studi del problema della razza alle dipendenze di Dino Alfieri.
La prima misura attuata contro gli ebrei italiani fu l'attuazione del censimento degli ebrei effettuato a partire dal 22 agosto 1938 allo scopo di contare e schedare gli ebrei che si trovavano in Italia, come presupposto per l'emanazione di una speciale normativa. Il censimento fu preannunciato il 5 agosto; suo scopo non era una astratta operazione conoscitiva, ma come è stato scritto da Michele Sarfatti, «gli ebrei d’Italia vennero accuratamente individuati, contati, schedati». Sulla base dei risultati del censimento e della classificazione enunciata nel Manifesto, gli ebrei passibili di persecuzione in Italia erano circa 51 100, di cui 46 656 persone di religione o identità ebraica e, proprio a seguito del criterio razzistico-biologico, circa 4 500 non ebrei (la persecuzione antiebraica quindi non riguardò solo gli israeliti). Di tutti questi, circa 41 300 erano cittadini italiani e circa 9 800 erano stranieri, ma a quasi 1 400 dei primi le nuove leggi revocarono la cittadinanza concessa dopo il 1918.

## La legislazione antiebraica
L'emanazione della legislazione antiebraica fascista nel 1938 costituì un evento di notevole rilevanza storica. Questa nuova normativa creava classificazioni e introduceva divieti e obblighi di varia natura, ognuno dei quali produceva determinati effetti sui destinatari e aveva uno specifico significato sulla società italiana. Nel suo insieme la legislazione antiebraica possedeva diversi contenuti, la cui dimensione oltrepassa di molto l'ambito della singola norma persecutoria, ma dimostrano la profondità e la radicalizzazione dell'antisemitismo nel regime fascista.
Per la legislazione fascista era ebreo chi era nato da: genitori entrambi ebrei, da un ebreo e da una straniera, da una madre ebrea in condizioni di paternità ignota oppure chi, pur avendo un genitore ariano, professasse la religione ebraica. Sugli ebrei venne emanata una serie di leggi discriminatorie.
Il fascismo – attraverso l'emanazione della Legge nº 1024 del 13 luglio 1939-XVII (Gazzetta ufficiale del 27 luglio 1939), Norme integrative del Regio decreto–legge 17 novembre 1938-XVI, n.1728, sulla difesa della razza italiana – ammise tuttavia la figura del cosiddetto ebreo arianizzato. Con la L. 1024/1939-XVII regolò infatti la «facoltà del Ministro per l'interno di dichiarare, su conforme parere della Commissione, la non appartenenza alla razza ebraica anche in difformità delle risultanze degli atti dello stato civile». Si trattò in sostanza del conferimento di un potere molto vasto alla Commissione per le discriminazioni: questa infatti poteva formulare un parere motivato, senza poterne rilasciare «copia a chicchessia e per nessuna ragione», sulla base del quale il Ministero dell'interno avrebbe a sua volta emanato un Decreto di dichiarazione della razza. 
Nell'autunno 1938, nel quadro di una grande azione razzista iniziata già tempo prima, il governo Mussolini varò la "normativa antiebraica sui beni e sul lavoro", ovvero la spoliazione dei beni mobili e immobili degli ebrei residenti in Italia.
Agli ebrei arianizzati – cioè a quegli ebrei che in virtù della Legge nº 1024 del 13 luglio 1939-XVII ricevettero per Decreto la dichiarazione di appartenenza alla razza ariana – le leggi razziali furono applicate con alcune deroghe e limitazioni.

Trieste, piazza Unità il 18 settembre 1938,
in occasione del discorso di Benito Mussolini
in cui vennero annunciate le leggi razziali.

La legislazione antisemita comprendeva: il divieto di matrimonio tra italiani ed ebrei, il divieto per gli ebrei di avere alle proprie dipendenze domestici di razza ariana, il divieto per tutte le pubbliche amministrazioni e per le società private di carattere pubblicistico – come banche e assicurazioni – di avere alle proprie dipendenze ebrei, il divieto di trasferirsi in Italia a ebrei stranieri, la revoca della cittadinanza italiana concessa a ebrei stranieri in data posteriore al 1º gennaio 1919, il divieto di svolgere la professione di notaio e di giornalista e forti limitazioni per tutte le cosiddette professioni intellettuali, il divieto di iscrizione dei ragazzi ebrei – che non fossero convertiti al cattolicesimo e che non vivessero in zone in cui i ragazzi ebrei erano troppo pochi per istituire scuole ebraiche – nelle scuole pubbliche, il divieto per le scuole di assumere come libri di testo opere alla cui redazione avesse partecipato in qualche modo un ebreo. Fu inoltre disposta la creazione di scuole – a cura delle comunità ebraiche – specifiche per ragazzi ebrei. Gli insegnanti ebrei avrebbero potuto lavorare solo in quelle scuole.
Infine vi fu una serie di limitazioni da cui erano esclusi i cosiddetti arianizzati: il divieto di svolgere il servizio militare, esercitare il ruolo di tutore di minori, essere titolari di aziende dichiarate di interesse per la difesa nazionale, essere proprietari di terreni o di fabbricati urbani al di sopra di un certo valore. Per tutti fu disposta l'annotazione dello stato di razza ebraica nei registri dello stato civile.
Particolarmente persecutoria fu la politica del regime fascista contro gli ebrei stranieri. A questi con il RDL 7 settembre 1938, n. 1381 venne ingiunto di lasciare «il territorio del Regno, della Libia e dei Possedimenti dell'Egeo» entro sei mesi dalla data di pubblicazione del decreto nella «Gazzetta ufficiale». Il RDL 17 novembre 1938, n. 1728 confermò questa disposizione stabilendo le pene per chi non fosse fuoriuscito entro il 12 marzo 1939: l'arresto o il pagamento di un'ammenda e l'espulsione coatta.

## Vaticano, leggi razziali e protesta del Papa
Ancor prima dell'emanazione dei decreti attuativi delle leggi razziali (settembre-novembre 1938) Pio XI tenne due discorsi pubblici il 15 e il 28 luglio pronunciandosi contro il “Manifesto degli scienziati razzisti” (15 luglio) lamentandosi che l'Italia, sul razzismo, imitasse “disgraziatamente” la Germania nazista (28 luglio). Il ministro degli esteri Galeazzo Ciano commentandoli riportò nei suoi diari la reazione di Mussolini che tentava di evitare contestazioni plateali: «Sembra che il Papa abbia fatto ieri un nuovo discorso sgradevole sul nazionalismo esagerato e sul razzismo. Il Duce, che ha convocato per questa sera Padre Tacchi Venturi. Contrariamente a quanto si crede, ha detto, io sono un uomo paziente. Bisogna però che questa pazienza non mi venga fatta perdere, altrimenti agisco facendo il deserto. Se il Papa continua a parlare, io gratto la crosta agli italiani e in men che non si dica li faccio tornare anticlericali.» Malgrado l'opposizione di papa Pio XI al regime nazista, espressa nel 1937 con l'enciclica Mit brennender Sorge e la condanna del fascismo come dottrina totalitaria (statolatria) pagana nell'enciclica Non Abbiamo Bisogno promulgata il 29 giugno 1931, secondo alcuni storici, nel caso delle leggi razziali fasciste il Vaticano nel complesso non denunciò con altrettanta fermezza la linea discriminatoria verso gli ebrei, preoccupandosi soltanto di «ottenere dal governo la modifica degli articoli che potevano ledere le prerogative della Chiesa sul piano giuridico concordatario specialmente per quanto riguardava gli ebrei convertiti». D'altro canto, lo storico Michele Sarfatti, direttore del Centro di documentazione ebraica contemporanea di Milano, riconosce la «caratterizzazione nettamente antirazzista della battaglia in difesa della libertà di matrimonio»..
La Civiltà Cattolica, commentando il Manifesto degli scienziati razzisti, credette allora di rilevarvi una notevole differenza rispetto al razzismo nazista:
Secondo lo storico Renzo De Felice, «la maggioranza delle gerarchie cattoliche era, in sostanza, desiderosa di non apparire, agli occhi dell'opinione pubblica, fiancheggiatrice della politica razziale fascista, perché temeva che questa potesse, sull'esempio tedesco, degenerare in anticristianesimo e perché, più immediatamente, era soprattutto preoccupata di difendere i diritti acquisiti con il Concordato e il suo prestigio, ma, al tempo stesso, non era contraria ad una moderata azione antisemita, estrinsecantesi sul piano delle minorazioni civili».
De Felice rileva come la loro preoccupazione maggiore fosse data dal fatto che la politica fascista non attaccava l'ebraismo come religione, ma come razza. Comunque, tracciando un bilancio dell'atteggiamento dei cattolici italiani di fronte alle leggi antiebraiche, sempre lo storico scrive: «Nei documenti testé citati abbiamo visto come i cattolici avessero ovunque una posizione nettamente contraria ai provvedimenti antisemiti. Il fatto è incontrovertibile e, anzi, costituirà una costante sino al 1945». Tuttavia, continua De Felice, «le gerarchie cattoliche e i giornali preferirono però non correre rischi e, pur non accettandolo, cessarono quasi completamente ogni polemica pubblica contro l'antisemitismo».
Di fronte al silenzio degli avversari dell'antisemitismo - osserva ancora De Felice - non tacquero gli antisemiti, che certamente non mancavano tra i cattolici e tra le stesse gerarchie ecclesiastiche. Ad esempio il quotidiano Il regime fascista, diretto da Roberto Farinacci, scrisse il 30 agosto 1938 che vi era «molto da imparare dai Padri della Compagnia di Gesù» e che «il fascismo è molto inferiore, sia nei suoi propositi, sia nell'esecuzione, al rigore de La Civiltà cattolica». Affermazione (sempre secondo De Felice) non molto lontana dal vero se prendiamo in considerazione alcune pubblicazioni della rivista cattolica. Ad esempio nel 1938, in un articolo polemico, la rivista criticò aspramente lo scienziato Rudolf Lämmel a causa di una sua opera nella quale condannava l'antisemitismo nazista. Scrisse La Civiltà cattolica che Lämmel era tuttavia esagerato, «troppo immemore delle continue persecuzioni degli ebrei contro i cristiani, particolarmente contro la Chiesa Cattolica, e dell'alleanza loro con i massoni, coi socialisti e con altri partiti anticristiani; esagera troppo quando conclude che "sarebbe non solo illogico e antistorico, ma un vero tradimento morale se oggidì il cristianesimo non si prendesse cura degli ebrei". Né si può dimenticare che gli ebrei medesimi hanno richiamato in ogni tempo e richiamano tuttora su di sé le giuste avversioni dei popoli coi lor soprusi troppo frequenti e con l'odio verso Cristo medesimo, la sua religione e la sua Chiesa Cattolica».
Inoltre, La Civiltà cattolica definì l'«antisemitismo dei cattolici ungheresi» come «un movimento di difesa delle tradizioni nazionali e della vera libertà e indipendenza del popolo magiaro»..
Anche la rivista Vita e pensiero, fondata da Agostino Gemelli nel 1914, giustificò sostanzialmente la politica antisemita del fascismo. Che la posizione della rivista ricalcasse le medesime posizioni del fascismo è - per De Felice - ampiamente dimostrato dalle pubbliche esternazioni del suo stesso fondatore: padre Agostino Gemelli che in una conferenza da lui tenuta il 9 gennaio 1939 all'Università di Bologna, affermò: «Tragica senza dubbio, e dolorosa la situazione di coloro che non possono far parte, e per il loro sangue e per la loro religione, di questa magnifica patria; tragica situazione in cui vediamo una volta di più, come molte altre nei secoli, attuarsi quella terribile sentenza che il popolo deicida ha chiesto su di sé e per la quale va ramingo per il mondo, incapace di trovare la pace di una patria, mentre le conseguenze dell'orribile delitto lo perseguitano ovunque e in ogni tempo».. Padre Gemelli sarà però messo in riga e costretto al silenzio nel 1939 dal Sant'Uffizio quando si sbilanciò troppi in favore del razzismo biologico.
Roberto Farinacci, su Il regime fascista del 10 gennaio, si precipitò a proclamare: «non siamo soli» facendo un panegirico del discorso bolognese del Gemelli. Due mesi dopo chiese a Mussolini di nominare Gemelli (definito «uomo veramente nostro») all'Accademia d'Italia..
E il giovane scrittore cattolico Gabriele De Rosa nel 1939 pubblicò il volumetto razzista e antigiudaico La rivincita di Ario, pronunciandosi contro "il focolaio ebraico" nella Palestina.
Papa Pio XI, che otto anni prima aveva definito Mussolini «l'uomo della Provvidenza» («E forse ci voleva anche un uomo come quello che la Provvidenza Ci ha fatto incontrare») nel 1937 aveva già scritto un'enciclica contro l'antisemitismo dei nazisti, la Mit brennender Sorge, che però si riferiva alla situazione in Germania e non citava l'Italia poiché non c'era ancora stato nulla di antisemita nella politica del regime fascista. Nel 1938-1939 egli affidò il progetto di un'ulteriore enciclica di condanna dell'antisemitismo al gesuita statunitense John LaFarge, ma tale progetto fu avocato a sé dal Superiore Generale della Compagnia di Gesù, che consegnò il testo dell'enciclica solo un anno dopo, poco prima che Pio XI morisse. Il successore papa Pio XII, già nunzio apostolico a Berlino, non la fece pubblicare, benché fosse stato egli stesso uno dei redattori della precedente enciclica di condanna del nazismo.
Pio XI tenne il discorso rimasto più celebre durante un'udienza generale il 6 settembre, il giorno dopo l'emanazione del Provvedimento per la difesa della razza nella scuola italiana da parte del governo. Il papa disse fra le lacrime:
Mussolini, nel discorso di Trieste del settembre del 1938, accusò il Papa di difendere gli ebrei (indirettamente citato nella frase «da troppe Cattedre li si difende») e minacciò provvedimenti più severi a loro danno se i cattolici avessero insistito. Ciò nonostante, in quei giorni molti vescovi italiani tennero omelie contrarie al razzismo. Anche la maggior parte dei cattolici fascisti furono contro le leggi razziali, come Egilberto Martire, direttore della Rassegna Romana (su cui scriveva anche il cardinale Pacelli). La Rassegna Romana uscì nell'estate del 1938 con un fascicolo contro il razzismo. Martire, che pure era un clericofascista, andò al confino per questo.
Pio XI protestò, poi, ufficialmente e per iscritto con il re e con il capo del governo per la violazione del Concordato prodotta dai decreti razziali. La rivista La difesa della razza e i suoi contenuti inneggianti a un razzismo biologico furono ufficialmente condannati dal Sant'Uffizio..Il 3 maggio 1938, il giorno della visita di Hitler a Roma, venne pubblicato il Syllabus antirazzista, un documento di condanna delle leggi razziste, elaborato dalle Università Cattoliche su invito di papa Pio XI. Con quest'azione il papa intendeva «opporsi frontalmente a quello che riteneva il cuore stesso della dottrina del nazionalsocialismo».
L'unico prelato che, dopo la promulgazione delle leggi razziali, discusse delle stesse faccia a faccia con Benito Mussolini, fu monsignor Antonio Santin, vescovo di Trieste e Capodistria. Dopo l'approvazione delle leggi, chiese udienza a Mussolini: «Perorai la loro causa; in seguito aiutai moltissimi che venivano da me in cerca di protezione». Quando vide che sulla scrivania di Mussolini era scritto: "Per favore, siate brevi", si alzò per andar via. Mussolini subito levò l'avviso e lo fece di nuovo accomodare. Mons. Santin disse che quelle leggi erano ingiuste e non si limitò a parlare dei matrimoni misti, ma difese gli Ebrei, asserendo che a Trieste c'era tra di loro tanta povera gente.
Dopo il 1943, quando l'unità dello stato fascista era terminata la questione delle leggi razziali fu affrontata direttamente dal Vaticano a opera del cardinale Luigi Maglione e dal gesuita Pietro Tacchi Venturi. Tacchi Venturi riteneva che le leggi razziali avrebbero dovute esser abolite solo per gli ebrei convertiti al cristianesimo e si sarebbero dovute mantenere invece le restrizioni per coloro che appartenevano alla religione ebraica.. Nel ricevere delle lettere da parte della comunità ebraica italiana che lo invitavano a intercedere perché le leggi antiebraiche italiane fossero abolite del tutto, nega il suo sostegno affermando: «guardandomi bene dal pure accennare alla totale abrogazione di una legge (le leggi razziali) la quale secondo i principii e le tradizioni della Chiesa cattolica, ha bensì disposizioni che vanno abrogate, ma ne contiene pure altre meritevoli di conferma». Il segretario di Stato, Maglione, fu di diverso avviso e non si oppose alla abrogazione delle leggi razziali da parte del governo Badoglio.
Pio XII fece giungere alle autorità italiane nel marzo 1939 il Promemoria che era stato redatto nei mesi precedenti per volontà di Pio XI, e che “era giunto ad una condanna complessiva dell'antisemitismo”. Fu consegnato all'ambasciatore presso la Santa Sede.

## Applicazione delle leggi razziali
Già dall'autunno del 1938 l'allontanamento degli studenti di fede ebraica dalle scuole pubbliche italiane avviene in anticipo di qualche giorno rispetto a quelle del Terzo Reich. Viene istituito il "tribunale della razza", una Commissione, istituita con la Legge 13 luglio 1939-XVII, n. 1024 "Norme integrative del R. decreto-legge 17 novembre 1938-XVII, n. 1728, sulla difesa della razza italiana", che era nominata dal "Ministro per l'interno", per poter dichiarare "la non appartenenza alla razza ebraica anche in difformità delle risultanze degli atti dello stato civile", sottraendo dall'applicazione delle leggi razziali fasciste. Era composta da un magistrato di grado 3°, con funzioni di presidente, da due magistrati di grado non inferiore al 5°, designati dal Ministro di grazia e giustizia, e da due funzionari del Ministero dell'interno. Era ubicata presso il dipartimento di Demografia e razza (detta Demorazza) del ministero dell'Interno, ed emetteva pareri cui il ministro doveva conformarsi. Operò dal novembre 1939 al giugno 1943. Il presidente fu il giudice Gaetano Azzariti insieme a Antonio Manca e Giovanni Petraccone.
L'applicazione coinvolge, nell’autunno 1938, anche i "nove senatori di origine ebraica: Salvatore Barzilai, Enrico Catellani, Adriano Diena, Isaia Levi, Achille Loria, Teodoro Mayer, Elio Morpurgo, Salvatore Segrè Sartorio e Vito Volterra (...) Nel fascicolo dell’Archivio storico del Senato della Repubblica dedicato alle proposte di discriminazione, sono conservati i relativi carteggi, che mettono in luce i diversi atteggiamenti dei senatori coinvolti nella persecuzione".
Nel 1939, il ministro della Giustizia Arrigo Solmi chiese a tutti magistrati una dichiarazione di non appartenenza alla razza ebraica al fine di verificare ‘la purezza razziale dell’intero apparato’. Era già accaduto pochi mesi prima con gli insegnanti e gli studenti nelle scuole. In grandi sedi giudiziarie così come in alcuni piccoli tribunali, da un giorno all’altro non si presentarono più diversi magistrati di diverso rango, da giovani uditori giudiziari ai consiglieri di appello e di Cassazione. Come ricorda lo studioso Guido Neppi Modona non risulta che alcuno dei circa 4200 magistrati in servizio abbia in qualche modo preso le distanze, magari rifiutando di rispondere alla richiesta di dichiarare la propria appartenenza razziale, ovvero in qualche modo manifestando solidarietà nei confronti dei colleghi rimossi dal servizio”.
A seguito del Decreto Legge del 17 novembre 1938, il cui articolo 13 vietava alle persone di confessione ebraica di lavorare alle dipendenze di enti pubblici, aziende statali e parastatali, in Stipel il 1º maggio 1939 furono licenziati 14 dipendenti.. Dopo l'abrogazione delle leggi razziali, avvenuta coi regi decreti-legge nn. 25 e 26 del 20 gennaio 1944, uno di questi lavoratori ricorse alle vie legali per essere riassunto. Il processo si concluse il 24 gennaio 1948, con una sentenza della Cassazione, la quale obbligò la società alla riassunzione del lavoratore, senza però garantire il diritto all'indennità d'anzianità per il periodo di estromissione, e senza il reintegro nella posizione precedentemente occupata.

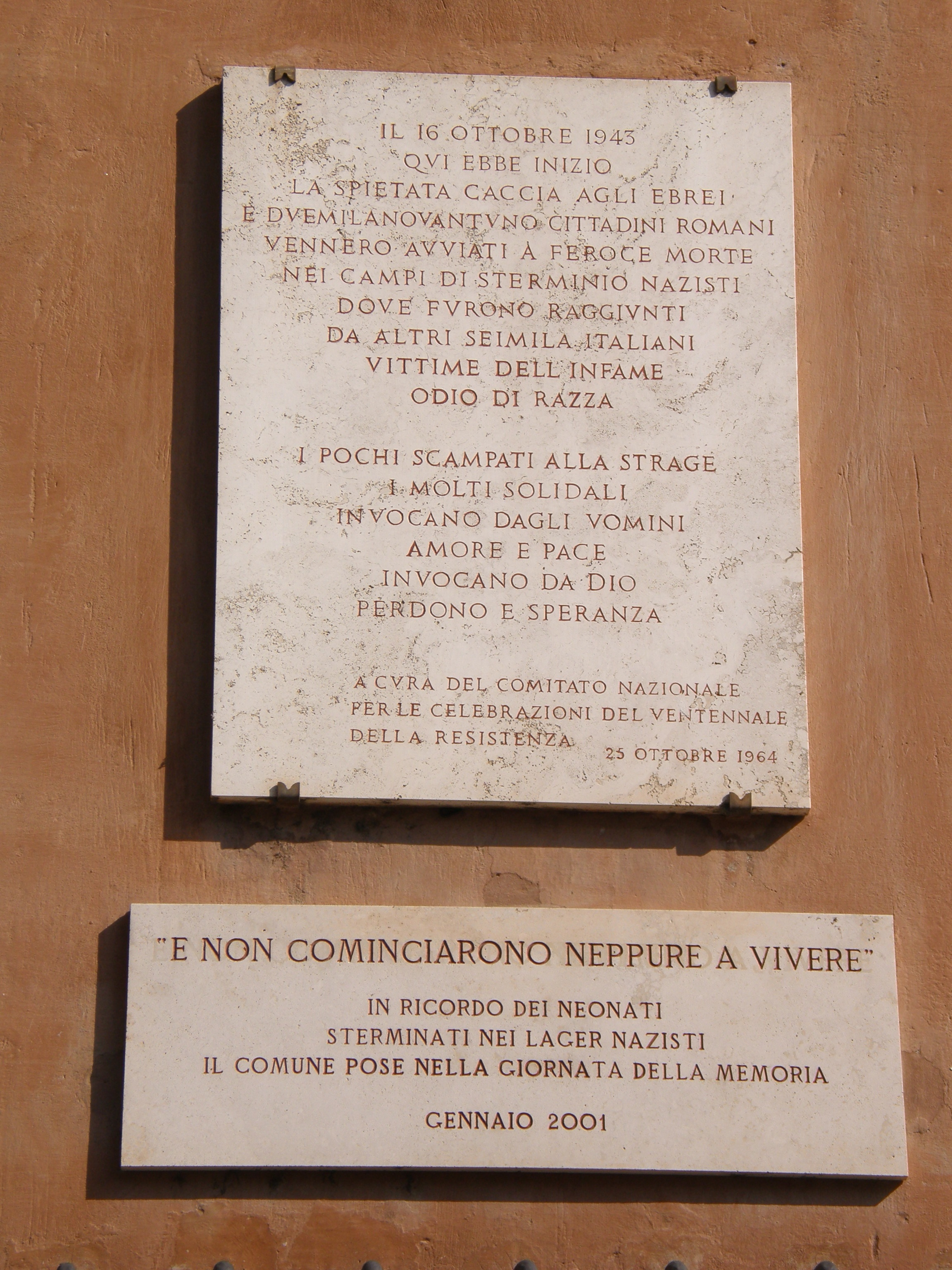
Lapidi in memoria delle vittime del rastrellamento del ghetto di Roma il 16 ottobre 1943

Gli atti di persecuzione degli ebrei in Italia da parte dei fascisti si aggravarono dopo la costituzione della Repubblica Sociale Italiana nel settembre 1943. In base alla Carta di Verona approvata dall'assemblea dei rappresentanti fascisti il 14 novembre 1943 durante il Congresso di Verona tutti gli ebrei presenti in Italia divennero passibili di arresto da parte della polizia italiana, che venne così coinvolta nelle operazioni di rastrellamento organizzate dagli occupatori nazisti. Il ruolo della RSI risultò determinante fin da subito: gli oltre 600 ebrei partiti il 30 gennaio 1944 da Milano per il campo di concentramento di Auschwitz, erano stati quasi tutti rastrellati dalla polizia italiana. In totale in Italia furono arrestati e deportati nei lager nazisti 6.806 ebrei, di cui solo 837 sopravvissero ai lager nazisti.

### Professori universitari epurati per effetto delle leggi razziali
Furono 96 i professori universitari italiani di ruolo identificati come ebrei e sospesi dal servizio a decorrere dal 16 ottobre 1938, secondo il R.D.L. 5.IX.1938, n. 1390, e poi dispensati a decorrere da 14 dicembre 1938, secondo il R.D.L. 15. XI. 1938, n. 1779. L'elenco originariamente redatto dalle autorità fasciste ne conteneva 99, ma per tre di essi fu accolto il ricorso che ne comprovava l'esenzione sulla base delle eccezioni vigenti.. Per molti l'espatrio - affrontato in circostanze difficili e spesso avventurose - rappresentò l'unica possibilità di proseguire la carriera accademica, negli Stati Uniti, in Inghilterra, in Sudamerica o in Israele. Per coloro che restarono in Italia ci furono da affrontare gli anni drammatici della guerra e dell'Olocausto. Tullio Levi Civita e Roberto Almagià trovarono lavoro e rifugio in Vaticano. Per altri la salvezza fu rappresentata dall'espatrio clandestino in Svizzera o dall'ospitalità di amici e istituti religiosi. Renzo Fubini, Leone Maurizio Padoa e Ciro Ravenna, deportati, periranno ad Auschwitz nel 1944. Edoardo Volterra e Mario Attilio Levi si unirono alla Resistenza, entrambi insigniti di Medaglia d'argento al valor militare. Negli Stati Uniti, Emilio Segrè e Bruno Rossi collaborarono con Enrico Fermi al Progetto Manhattan. Alla fine, solo 28 dei 96 professori epurati ripresero servizio nel 1946.
In realtà il numero di coloro che furono epurati nel 1938 secondo i due sopracitati decreti fu molto più alto, in quanto ai professori di ruolo vanno aggiunti gli oltre 200 ricercatori e studiosi ebrei che esercitavano la libera docenza, tra cui specialisti di rilievo internazionale come Alberto Mario Bedarida (analisi algebrica), Enrica Calabresi (zoologia), Arturo Castiglioni (storia della medicina), Bonaparte Colombo (analisi infinitesimale), Ugo Della Seta (storia della filosofia), Giulio Faldini (ortopedia), Antonello Gerbi (storia delle dottrine politiche), Alda Levi (archeologia), Roberto Sabatino Lopez (storia medievale), Giuseppe Jona (patologia medica), Mafalda Pavia (pediatria), Mario Segre (epigrafia), Israel Zolli (lingua e letteratura ebraica), e molti altri.
Furono quindi un totale di oltre 300 i docenti epurati dall'università italiana in seguito all'introduzione delle leggi razziali, senza contare i professori di liceo, gli accademici, gli autori di libri di testo messi all'indice e i tanti giovani laureati e ricercatori, la cui carriera fu stroncata sul nascere. Le perdite furono particolarmente significative nei campi della medicina, delle discipline giuridico-economiche, delle scienze e delle materie umanistiche. Le leggi razziali ebbero un effetto devastante anche sulla presenza delle poche donne allora operanti nell'università italiana, delle quali una larga percentuale era di origine ebraica, da Anna Foà (unica donna ordinaria tra agli espulsi), alle molte donne ebree esercitanti la libera docenza: Vita Nerina (chimica) e Pierina Scaramella (botanica) a Bologna; Clara Di Capua Bergamini (chimica) a Firenze; Ada Bolaffi (chimica biologica) e Mafalda Pavia (pediatria) a Milano; Angelina Levi (farmacologia) a Modena; Rachele Karina (pediatria) a Napoli; Enrica Calabresi (zoologia) a Pisa; Gemma Barzilai (ginecologia) e Fausta Bertolini (biologia) a Padova; Renata Calabresi (psicologia), Nella Mortara (fisica) e Maria Piazza (mineralogia) a Roma.

## Filmografia
- Il giardino dei Finzi Contini, di Vittorio De Sica (1970), tratto dall'omonimo romanzo di Giorgio Bassani.
- Diario di un Italiano, di Sergio Capogna (1973). Dalla novella Vanda di Vasco Pratolini, la storia d'amore tra un tipografo e una ragazza ebrea nella Firenze antisemita del 1938.
- Prima della lunga notte, di Franco Molè (1980). Dal romanzo Un ebreo nel fascismo di Luigi Preti: la storia di un ebreo italiano fiero sostenitore della dittatura fascista che, nel momento della promulgazione delle leggi razziali, apre gli occhi sulla vera natura del regime.
- Storia d'amore e d'amicizia, di Franco Rossi (1982). Sceneggiato televisivo. A Roma, tra il 1935 e il 1943, si incrociano le storie di tre amici: un ebreo, un socialista e una ragazza ebrea della quale entrambi sono innamorati.
- Gli occhiali d'oro, di Giuliano Montaldo (1987), tratto dall'omonimo romanzo di Giorgio Bassani.
- 18.000 giorni fa, di Gabriella Gabrielli (1994). Vicissitudini, drammi ed umanità nel Campo di internamento di Ferramonti di Tarsia. La pellicola è introdotta da un'intervista a Simon Wiesenthal, sopravvissuto all'Olocausto a lungo impegnato nella ricerca dei criminali nazisti per assicurarli alla giustizia.
- Concorrenza sleale, di Ettore Scola (2001). Sullo sfondo delle leggi razziali del 1938, la concorrenza fra due commercianti di Roma diventa una grande amicizia quando le terribili persecuzioni fasciste contro gli ebrei colpiranno uno di loro due.
- Dalle leggi razziali alla Shoah, di Daniela Padoan, documentario, Rai Tre - La grande storia (2008)
- La Nostra Bandiera - I Soldati ebrei di Mussolini, Rai Storia 2011, su youtube.com.